# Strych (gromada)
Strych – dawna gromada, czyli najmniejsza jednostka podziału terytorialnego Polskiej Rzeczypospolitej Ludowej w latach 1954–1972.
Gromady, z gromadzkimi radami narodowymi (GRN) jako organami władzy najniższego stopnia na wsi, funkcjonowały od reformy reorganizującej administrację wiejską przeprowadzonej jesienią 1954 do momentu ich zniesienia z dniem 1 stycznia 1973, tym samym wypierając organizację gminną w latach 1954–1972.
Gromadę Strych z siedzibą GRN w Strychu utworzono – jako jedną z 8759 gromad na obszarze Polski – w powiecie garwolińskim w woj. warszawskim, na mocy uchwały nr VI/10/2/54 WRN w Warszawie z dnia 5 października 1954. W skład jednostki weszły obszary dotychczasowych gromad Kawęczyn, Kobylnica, Strych, Tyrzyn Dworski, Wróble Wargocin i Malamówka ze zniesionej gminy Maciejowice w tymże powiecie. Dla gromady ustalono 17 członków gromadzkiej rady narodowej.
1 stycznia 1956 gromada weszła w skład nowo utworzonego powiatu ryckiego w tymże województwie.
1 stycznia 1957 gromadę włączono z powrotem do powiatu garwolińskiego.
Gromadę zniesiono 31 grudnia 1959, a jej obszar włączono do gromady Maciejowice w tymże powiecie.